# Orciatico
Orciatico è una frazione del comune italiano di Lajatico, nella provincia di Pisa, in Toscana.

## Geografia fisica
Orciatico si sviluppa in Valdera, nell'area collinare delle Colline pisane, ed è lambito a nord dal torrente Fosce, mentre a sud dal torrente Foscecchia, che nascono entrambi dalle alture di Poggio Mela (655 m) e Poggio alle Palancole (573 m), rilievi che si ergono poco ad ovest del borgo, per poi immettersi nel fiume Era. Nei dintorni del paese, presso il bosco della Mofeta dei Borboi, sono stati oggetto di studi alcuni fenomeni naturali di emissione di anidride carbonica, già documentati da Giovanni Targioni Tozzetti nel XVIII secolo e oggetto di studi da parte del CNR nel 1995.
Orciatico dista circa 7 km da Lajatico e poco più di 60 km da Pisa.

## Storia
Il borgo di Orciatico nacque come castello alle dipendenze di Lajatico appartenente ai conti Gaetani di Pisa, insieme alla rocca di Pietracassia, sotto il quale rimase fino al XV secolo, quando ambedue i castelli furono assegnati al vescovo di Volterra Ildebrando Pannocchieschi. Nel 1434 la fortezza di Orciatico fu smantellata dai Fiorentini.
Nel 1833 la frazione contava 687 abitanti.
Orciatico perse la propria indipendenza come Comune già durante il Granducato di Toscana, confluendo nel vicino Comune di Lajatico.
Numerosi furono i personaggi, più o meno famosi, nati o provenienti da Orciatico: il Professor Giuseppe Stefanini, geologo di fama internazionale, il Ragionier Lorenzo Corpaccioli, fervente liberale e poi Podesta' di lungo corso a Lajatico, il Colonnello Ugo Foscolo Nucci, il Cav. Vincenzo Paglianti, Segretario della Provincia di Pisa del Sindacato e Direttore del Manicomio di Volterra, e Sandra Milo, attrice notissima negli anni '60 e '70.

## Monumenti e luoghi d'interesse

### Architetture religiose

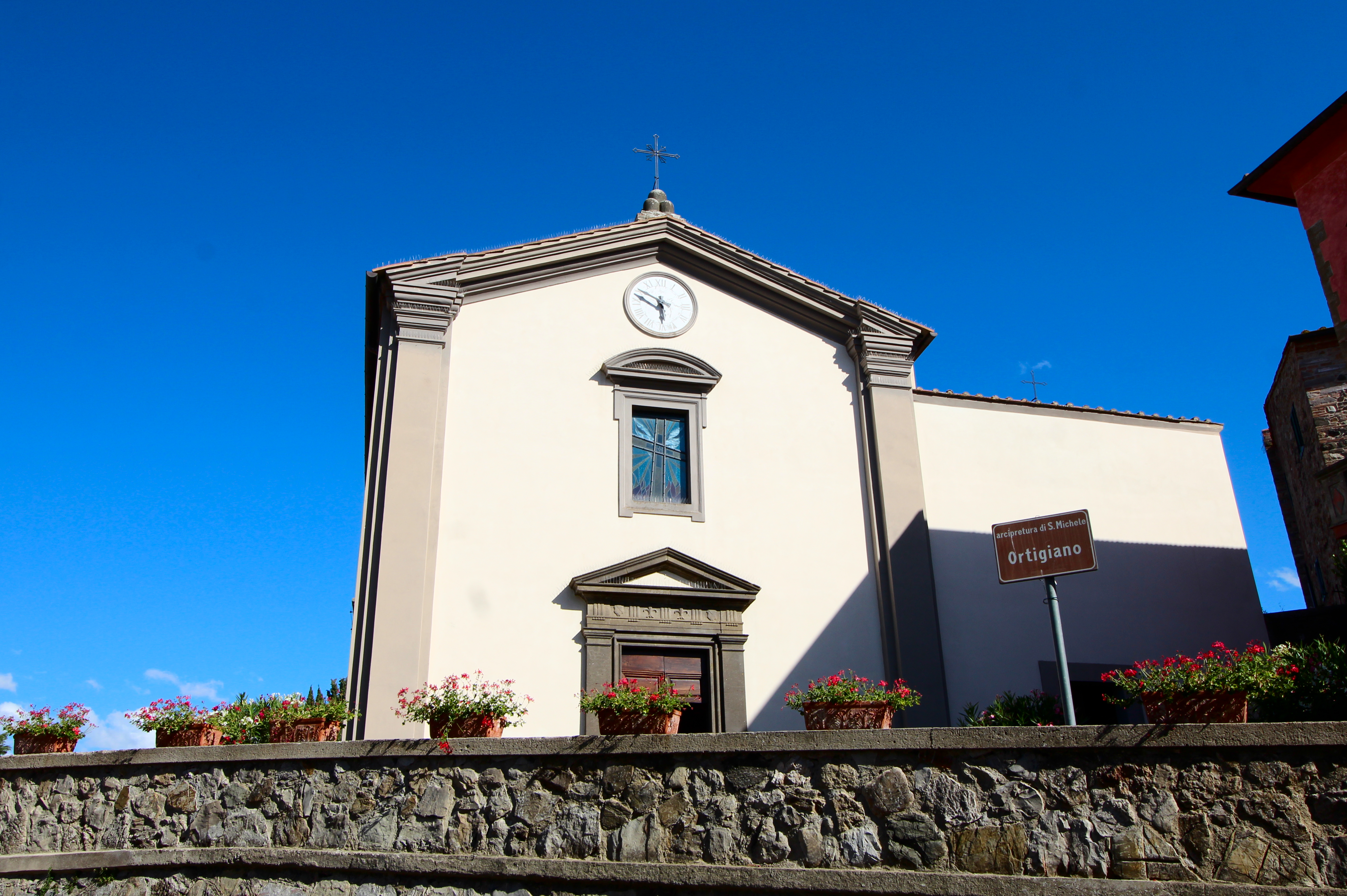
La chiesa di San Michele Arcangelo

- Chiesa di San Michele Arcangelo, chiesa parrocchiale della frazione, risale al XVI secolo, ma è stata oggetto nei secoli di lavori di ristrutturazione che ne hanno modificato l'originario aspetto.[4] Nei primi del XIX secolo la parete nord è stata demolita e sono stati costruiti il nuovo tetto e il nuovo campanile, mentre nuovi affreschi sono stati realizzati nel 1816.[4] All'interno si conservano un altare maggiore in pietra serena ed un Crocifisso del XVI secolo.[4] La parrocchia di San Michele si estende su un territorio che conta 370 abitanti.[5]

- Chiesa della Compagnia, piccola cappella annessa alla chiesa di San Michele, era sede di un'istituzione laica a scopo umanitario ed assistenziale.[4]

### Architetture militari
- Rocca di Orciatico, antico castello altomedievale in buona parte smantellato nel XV secolo, conserva alcune strutture murarie e la torre.[3]